# 허룽시
허룽시(중국조선어: 화룡시, 중국어 간체자: 和龙市, 정체자: 和龍市, 병음: Hélóng shì)는 중화인민공화국 지린성 옌볜 조선족 자치주에 속하며, 면적은 5,069km2, 인구는 22만명이다. 두만강 상류로, 백두산의 동쪽에 인접해 있는 도시이다. 시(市)의 남쪽은 조선민주주의인민공화국의 함경북도 및 양강도, 서쪽과 북쪽은 안투 현(安圖, 안도), 동쪽은 룽징 시(龍井, 용정)에 접해 있다.
허룽 시는 두만강 접경지역으로 예부터 조선인들이 많이 살았으며, 현재도 한민족이 시 인구의 60% 정도를 차지한다. '화룡(和龍)'이란 지명은 지형이 용이 어우러진 형상이라 하여 근세에 조선사람들이 지어 붙인 이름이다.

## 연혁

### 발해 이전
본래 예맥과 북옥저의 땅이었으나 일찍 고구려에 복속되었고, 이 지역을 차지한 고구려는 두만강이남지역을 방어하기 위해 허룽에서 옌지까지 장성을 쌓았다.
발해시대에는 허룽 시 북부지역인 서성진 고성촌지역에 중경 현덕부를 두었고 발해의 5개수도중 하나인 5경중 '중경'으로 삼았다.

### 요금
발해멸망이후 발해부흥군이 일시적으로 활동했으나 발해유민들 대부분이 요동으로 압송당하거나 고려, 송나라로 망명했기 때문에 허룽지역을 떠났고 여진족들이 이곳에서 살게 되었다. 허룽지역에서 발해이전에 축조된 성들은 대개 여진, 거란에 의해 재사용되었고 동고성처럼 일부 성이 신축되기도 했다. 금나라가 몽골의 침공으로 무너졌을 때, 대진국의 남경일대에 속했다.

### 명청
명나라초에는 갱금하위(賡金河衛)의 소재지였고 이전처럼 여진족의 거주지로 남았지만 청나라의 대륙통일이후 봉금령이 실시되면서 무주지가 되었다. 1902년(청 덕종 광서 28년), 화룡골(和龍峪)이 화룡방청(和龍防廳)으로 분리되어 연길도에 속하게 되었고 1910년 동남로도에 속하게 되었으며 현으로 승격되었다.

### 중화민국 시대
구한말부터 조선사람들이 연변지역으로 이주했는데, 이들은 또한 화룡에도 집단적으로 이주했다. 화룡은 연변지역의 5개현지역중 훈춘과 함께 조선인의 집단거주지역으로 유명했으며 독립군들의 항전또한 활발했다. 1940년 현청이 본래의 치소인 룽징 시 지신향(智新鄕)지역에서 지금의 현청소재지로 옮겨졌다. 일본의 항복직후인 1945년 8월 중공군에 의해 점령되면서 공산화되었다.

### 공산화 이후
1946년 1월 현정부가 수립되고 길림성에 속하게 되었으며 1949년 9월 인민정부가 수립되었다. 1952년 9월, 연변 조선족 자치구가 설치되면서 자치구의 속현이 되었으나 3년만에 자치구가 지급시와 동급인 자치주로 강등당하면서 길림성의 직할현으로 격하되었다. 1993년 7월 시로 승격되었다.

## 기후
| 허룽시의 기후                                                 | 허룽시의 기후 | 허룽시의 기후 | 허룽시의 기후 | 허룽시의 기후 | 허룽시의 기후 | 허룽시의 기후 | 허룽시의 기후 | 허룽시의 기후 | 허룽시의 기후 | 허룽시의 기후 | 허룽시의 기후 | 허룽시의 기후 | 허룽시의 기후 |
| 월                                                            | 1월           | 2월           | 3월           | 4월           | 5월           | 6월           | 7월           | 8월           | 9월           | 10월          | 11월          | 12월          | 연간          |
| ------------------------------------------------------------- | ------------- | ------------- | ------------- | ------------- | ------------- | ------------- | ------------- | ------------- | ------------- | ------------- | ------------- | ------------- | ------------- |
| 역대 최고 기온 °C (°F)                                        | 10.7 (51.3)   | 16.5 (61.7)   | 22.3 (72.1)   | 31.4 (88.5)   | 32.7 (90.9)   | 35.7 (96.3)   | 36.2 (97.2)   | 35.9 (96.6)   | 32.6 (90.7)   | 29.5 (85.1)   | 23.4 (74.1)   | 14.0 (57.2)   | 36.2 (97.2)   |
| 일평균 최고 기온 °C (°F)                                      | −5.9 (21.4)   | −1.8 (28.8)   | 5.0 (41.0)    | 14.2 (57.6)   | 20.6 (69.1)   | 24.1 (75.4)   | 26.6 (79.9)   | 26.1 (79.0)   | 21.6 (70.9)   | 14.5 (58.1)   | 4.0 (39.2)    | −3.9 (25.0)   | 12.1 (53.8)   |
| 일일 평균 기온 °C (°F)                                        | −12.4 (9.7)   | −8.3 (17.1)   | −1.2 (29.8)   | 7.2 (45.0)    | 13.6 (56.5)   | 18.0 (64.4)   | 21.1 (70.0)   | 20.4 (68.7)   | 14.4 (57.9)   | 7.1 (44.8)    | −2.0 (28.4)   | −9.9 (14.2)   | 5.7 (42.2)    |
| 일평균 최저 기온 °C (°F)                                      | −17.7 (0.1)   | −14.1 (6.6)   | −7.0 (19.4)   | 0.7 (33.3)    | 7.3 (45.1)    | 12.6 (54.7)   | 16.5 (61.7)   | 15.8 (60.4)   | 8.4 (47.1)    | 0.8 (33.4)    | −7.2 (19.0)   | −15 (5)       | 0.1 (32.2)    |
| 역대 최저 기온 °C (°F)                                        | −31.5 (−24.7) | −27.4 (−17.3) | −23.5 (−10.3) | −10.6 (12.9)  | −3.7 (25.3)   | 4.2 (39.6)    | 7.2 (45.0)    | 5.1 (41.2)    | −3.4 (25.9)   | −12.4 (9.7)   | −22.9 (−9.2)  | −28.5 (−19.3) | −31.5 (−24.7) |
| 평균 강수량 mm (인치)                                         | 3.8 (0.15)    | 7.5 (0.30)    | 12.0 (0.47)   | 24.2 (0.95)   | 66.7 (2.63)   | 84.9 (3.34)   | 128.3 (5.05)  | 126.0 (4.96)  | 58.7 (2.31)   | 22.6 (0.89)   | 17.4 (0.69)   | 6.6 (0.26)    | 558.7 (22)    |
| 평균 강수일수 (≥ 0.1 mm)                                      | 3.2           | 4.0           | 6.5           | 8.5           | 14.6          | 15.5          | 15.8          | 15.3          | 9.6           | 6.2           | 6.2           | 4.4           | 109.8         |
| 평균 강설일수                                                 | 6.6           | 6.9           | 9.1           | 4.4           | 0.2           | 0             | 0             | 0             | 0             | 2             | 7.8           | 7.8           | 44.8          |
| 평균 상대 습도 (%)                                            | 55            | 50            | 48            | 48            | 58            | 71            | 79            | 81            | 74            | 58            | 56            | 55            | 61            |
| 평균 월간 일조시간                                            | 175.4         | 182.8         | 214.2         | 203.1         | 210.0         | 191.1         | 180.3         | 191.2         | 206.3         | 201.2         | 159.7         | 153.4         | 2,268.7       |
| 가능 일조율                                                   | 60            | 61            | 58            | 51            | 46            | 42            | 39            | 45            | 56            | 59            | 55            | 55            | 52            |
| 출처: 중국기상국 (평년값: 1991년~2020년, 극값: 1981년~2010년) |               |               |               |               |               |               |               |               |               |               |               |               |               |

## 행정 구역
3개의 가도, 8개의 진이 위치해 있다.
- 가도(街道)
  - 민후이 가도(중국조선어: 민혜가도, 중국어 간체자: 民惠街道)
  - 광민 가도(중국조선어: 광명가도, 중국어 간체자: 光明街道)
  - 원화 가도(중국조선어: 문화가도, 중국어 간체자: 文化街道)

- 진(鎭)
  - 바쟈쯔 진(중국조선어: 팔가자진, 중국어 간체자: 八家子镇)
  - 푸둥 진(중국조선어: 복동진, 중국어 간체자: 福洞镇)
  - 터우다오 진(중국조선어: 두도진, 중국어 간체자: 头道镇)
  - 시청 진(중국조선어: 서성진, 중국어 간체자: 西城镇)
  - 난핑 진(중국조선어: 남평진, 중국어 간체자: 南坪镇)
  - 둥청 진(중국조선어: 동성진, 중국어 간체자: 东城镇)
  - 충산 진(중국조선어: 숭선진, 중국어 간체자: 崇善镇)
  - 룽청 진(중국조선어: 룡성진, 중국어 간체자: 龙城镇)